# 1131.
◄ | 11. stoljeće | 12. stoljeće | 13. stoljeće | ►
◄ | 1100-ih | 1110-ih | 1120-ih | 1130-ih | 1140-ih | 1150-ih | 1160-ih | ►
◄◄ | ◄ | 1128. | 1129. | 1130. | 1131. | 1132. | 1133. | 1134. | ► | ►►
Arhitektura • Astronomija • Knjige • Književnost • Kršćanstvo • Medicina • Pravo • Promet • Znanost

## Događaji
- Gradihna, dukljanski kralj je počeo vladati Dukljom
- Bela II. Slijepi (mađ. II. Vak Béla) (o. 1108. – 14. veljače 1141.), ugarsko-hrvatski kralj (1131. – 1141.) iz ugarske dinastije Arpadovića
- Prestala postojati Republika Amalfi
- Bela IV. osnovao je Banovinu Soli

## Rođenja
- 14. siječnja,  Valdermark I. od Danske,

## Smrti
- 1. ožujka - Stjepan II., ugarsko-hrvatski kralj
- 10. rujna - Mahmud II. Seldžuk, sultan Seldžučkog Carstva

## Vanjske poveznice
|  | Zajednički poslužitelj ima još gradiva o temi 1131. |